# Heitskapelke

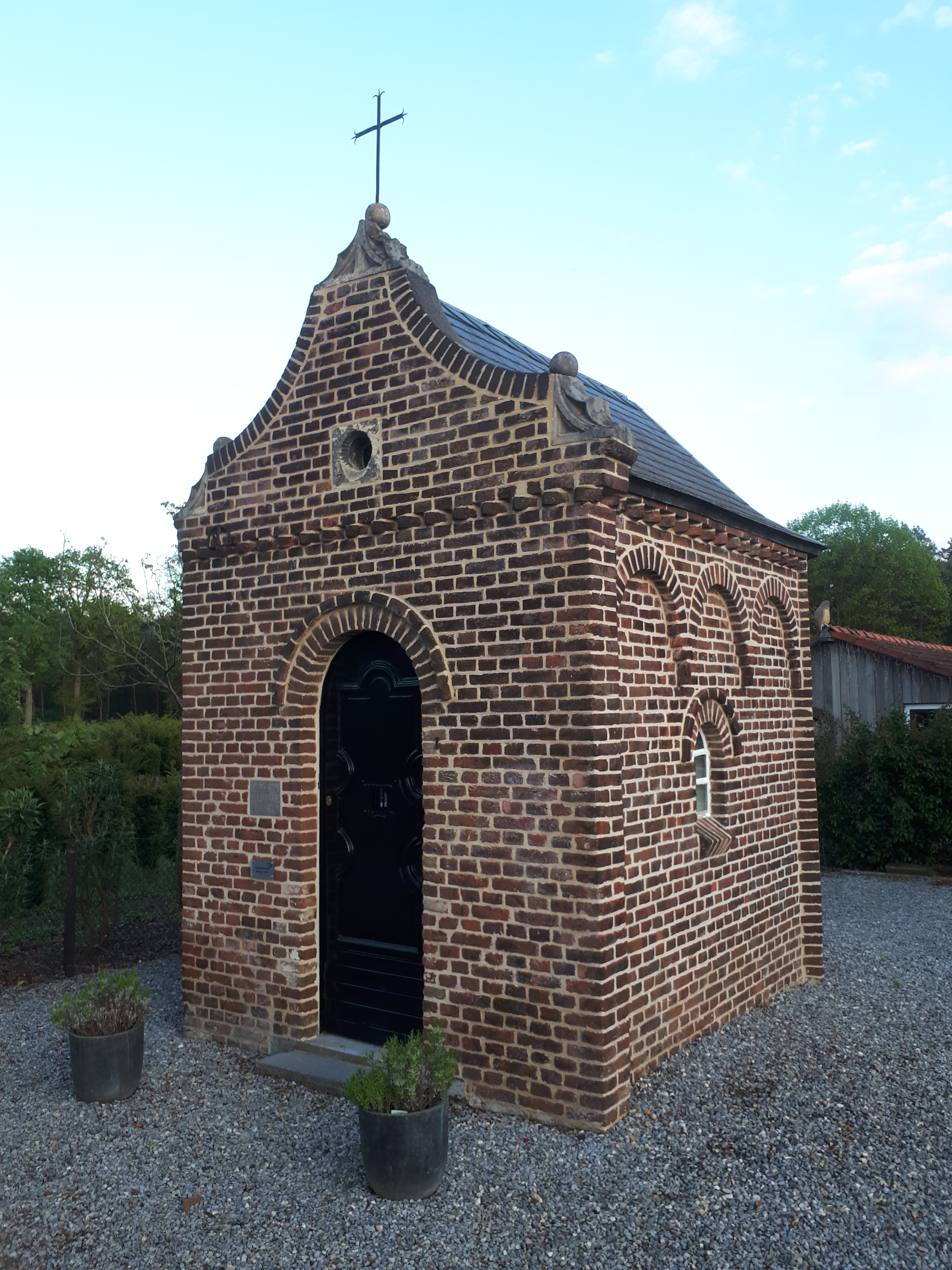
Het Heitskapelke

De Heitskapelke is een kapel bij buurtschap Schafelt in Baarlo in de Nederlandse gemeente Peel en Maas. De kapel staat bij Hei 10 ten noorden van het dorp.
Ongeveer een kilometer zuidelijker staat de Onze-Lieve-Vrouw-Hulp-der-Christenenkapel.
De kapel is gewijd aan de heilige Maria.

## Gebouw
De bakstenen kapel heeft een driezijdige koorsluiting en wordt gedekt door een zadeldak met leien met een geknikte dakvoet. Behalve de frontgevel hebben de gevels een rondboogfries en lisenen op de hoeken. De zijgevel heeft een rondboogvenster. De frontgevel is een gezwenkte gevel die boven het dak uitsteekt met op de top een metalen kruis. Hoog in de frontgevel bevindt zich een rond venster en verder naar onder de rondboogvormige toegang van de kapel die wordt afgesloten met een deur.